# Informatika ábécé (könyv)
Az Informatika ábécé című könyv az Ábel Kiadó gondozásában jelent meg, először 2003-ban. A könyv az alapoktól indulva, lépésről lépésre vezeti be olvasóját az informatika világába. Megtalálható benne mindaz, amire egy kezdő felhasználónak szükséges lehet a számítógép bekapcsolásától, a zeneszámok lejátszásán keresztül, egészen a nyomtatványok és bemutatók készítéséig.
Habár a kötet tankönyvként látott napvilágot, megjelenése óta számos iskolában, egyetemen és különféle számítógépes tanfolyamokon használják.
Egyszerű kifejezésmódja, könnyen emészthető stílusa és igényes kivitelezése miatt otthoni, egyéni tanulásra is alkalmas. Egyedi formáján túl több mint 500 ábra, 40 táblázat és 200 megjegyzés, tippek és trükkök, valamint nagyon sok mintapélda, kérdés és feladat segíti az olvasót a leírtak megértésében és begyakorlásában. Az bemutatott programokban jártas olvasók számára a könyv külön elvetemülteknek szóló feladatokat is tartalmaz.

## A könyv adatai
- Cím: Informatika ábécé
- Alcím: Hatékony segédeszköz kicsiknek-nagyoknak
- Szerzők: Avornicului Mihály, Buzogány László, Kónya Klára és Lukács Sándor
- Lektor: dr. Ionescu Klára, egyetemi adjunktus
- Kiadó: Ábel Kiadó, Kolozsvár
- Első kiadás: 2003
- ISBN 973-8239-86-9

## Kivonatolt tartalomjegyzék
- A számítógép felépítése
  - Rövid történeti áttekintés
  - Logikai felépítés, alapfogalmak
  - A számítógép fizikai felépítése
- Operációs rendszerek
  - MS-DOS
  - Microsoft Windows
- Segédprogramok
  - Állományok tömörítése
  - Total Commander
  - A vírusok és védekezés ellenük
  - Multimédia
- Szövegszerkesztés
  - Szövegszerkesztési alapismeretek
  - Notepad
  - Microsoft Word
  - Iskolaújság szerkesztése
  - Gyakoribb kiadványfajták
  - Microsoft PowerPoint
- Táblázatkezelés (Microsoft Excel)
  - Táblázatok és diagramok
  - Függvények
  - Adatlisták
- Számítógépes grafika
  - Microsoft Paint
  - Adobe Photoshop
- Az Internet és a weblapkészítés fortélyai
  - Az Internet alapjai
  - Microsoft Frontpage

## Ajánlók
- Ajánló – Szabadság, 2003. november 12.

## Külső hivatkozások
- Ábel Kiadó
- Informatika ábécé az Ábel Kiadó weblapján